# Ordem de Santo Inácio de Antioquia
A Ordem de Santo Inácio de Antioquia é uma ordem leiga honorífica e condecoração eclesiástica fundada em 1985 pelo Patriarca da Igreja Católica Siríaca. O Patriarca de Antioquia é automaticamente o Grão-Mestre que lidera a ordem. Atualmente é Inácio José III Yonan.
A Ordem de Santo Inácio de Antioquia, embora completamente independente da Santa Sé, está sob patrocínio eclesiástico sui iuris do Patriarcado Siríaco-Católico de Antioquia, de acordo com o Código dos Cânones das Igrejas Orientais. Como tal, é reconhecida como uma condecoração eclesiástica legítima pela Comissão Internacional das Ordens de Cavalaria.  